# Бабияк, Вячеслав Вячеславович
Вячесла́в Вячесла́вович Бабия́к (15 января 1955, Ленинград, СССР) — российский искусствовед, доктор искусствоведения (2005), профессор (2009). Художник-график, живописец. Член Санкт-Петербургского отделения Союза художников Российской Федерации (2001), член Ассоциации искусствоведов Общероссийской организации историков искусства и художественных критиков (АИС) — Ассоциированного члена Российской национальной секции Международной ассоциации художественных критиков (AICA) (2003). Член Международного Арт-клуба «Булгарика» (Болгария) (2015), член Дома учёных им. М. Горького Российской академии наук (2008).

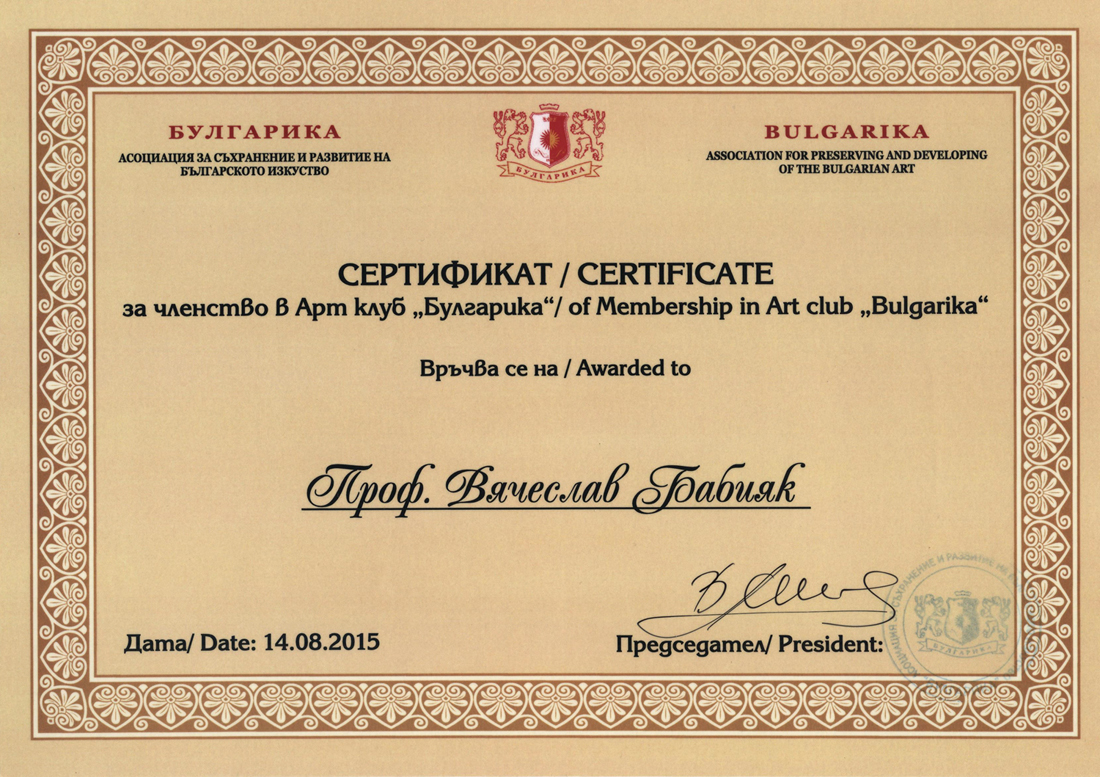
Сертификат члена Международного Арт-клуба «Булгарика» проф. В. В. Бабияка. 2015 г.

## Биография
Родился в Ленинграде, в семье врачей. Отец — Вячеслав Бабияк (1932—2017), полковник медицинской службы, доктор медицинских наук, профессор. Мать — Бабияк (Железно́ва) Галина Матвеевна (р. 1932), челюстно-лицевой хирург, врач-стоматолог. С 1956 по 1962 годах проживал в городе Выборге Ленинградской области по месту службы отца. С 1962 года живёт в Ленинграде (Санкт-Петербурге). Женат. Имеет сына.
Окончил с отличием СХШ — Ленинградскую среднюю художественную школу им. Б. В. Иогансона (1973), ныне — лицей, и факультет графики Института живописи, скульптуры и архитектуры им. И. Е. Репина Академии художеств СССР (1979), ныне Санкт-Петербургский государственный академический институт живописи, скульптуры и архитектуры им. И. Е. Репина при Российской академии художеств по специальности «графика». Дипломная работа — иллюстрации и оформление исторического романа О. Форш «Михайловский замок» (цв. ксилография), получившая высший балл Государственной аттестационной комиссии и представленная в числе лучших на XIX Всесоюзной выставке дипломных работ студентов-выпускников художественных вузов в городе Киеве (1979).
Учителя: Г. Д. Епифанов, М. М. Герасимов, В. Г. Старов, А. К. Крылов, М. П. Труфанов. После окончания института преподавал дисциплины художественно-практического цикла в ЛСХШ им. Б. В. Иогансона (1979).
С 1980 года преподает на кафедре рисунка художественно-графического факультета (ныне — факультет изобразительного искусства) Российского государственного педагогического университета им. А. И. Герцена, ранее — Ленинградский государственный педагогический институт имени А. И. Герцена, с перерывом на службу в армии (1980—1982). Декан факультета изобразительного искусства (1991—1995). Заведующий кафедрой искусствоведения и методики преподавания изобразительного искусства (1999—2001).

### Научная деятельность
Область научных интересов — теория и история русского академического рисунка и отечественной художественной школы. Окончил аспирантуру Московского государственного педагогического института им. В. И. Ленина, ныне Московский педагогический государственный университет, защитив в 1989 г. кандидатскую диссертацию на тему «Неоклассицизм в русском станковом рисунке начала XX века» (Науч. рук. проф. М. Ф. Киселёв), а также докторантуру РГПУ им. А. И. Герцена, защитив в 2005 г. докторскую диссертацию на тему «Русский академический учебный рисунок (XVIII — начало XX века)» (Науч. консультант проф. Н. А. Яковлева). 
С 2008 по 2015 г. — председатель диссертационного совета по защите докторских и кандидатских диссертаций при РГПУ им. А. И. Герцена. С 2016 г. по настоящее время является заместителем председателя единственного в России, представляющего две искусствоведческие специальности (17.00.04 и 17.00.09) объединённого диссертационного совета Д 999.089.02 по защите докторских и кандидатских диссертаций, сформированного на базе РГПУ им. А. И. Герцена и СПбГАИЖСА им. И. Е. Репина при РАХ. Председатель Государственной аттестационной комиссии на защитах Выпускных квалификационных работ по дисциплинам художественно-практического цикла в Череповецком государственном университете (2007—2015).
Под его руководством защищено 6 кандидатских и 1 докторская диссертация.
Автор около 70 научных, учебно-методических и художественно-критических трудов по проблемам истории и теории графики, академического учебного рисунка и современного изобразительного искусства. Лауреат Всероссийского конкурса на лучшую научную книгу 2008 г. среди преподавателей высших учебных заведений и научных сотрудников научно-исследовательских учреждений в номинации «Искусство» за создание учебного пособия «Рисунок в технике сангины» (Сочи. 2009). Автор монографии «Русский учебный рисунок. Петербургская академическая художественная школа конца XVIII — начала XX века» (2004), допущенной Учебно-методическим объединением Министерства образования Российской Федерации в качестве учебно-методического пособия по направлению «Художественное образование для педагогических вузов».

### Творчество
Автор иллюстраций к произведениям мировой и отечественной художественной и научной литературы, участник художественных выставок в России и за рубежом, в том числе персональных.
Участник международных и всероссийских научных конференций, форумов и международных художественных пленэров в 2012, 2015 и 2016 гг. Председатель Международного жюри на Республиканских конкурсах произведений скульптуры и декоративно-прикладного искусства «Уникати» в Болгарии в 2015 и 2016 гг.
Включен в Биографический словарь «Знаменитые люди Санкт-Петербурга» (2007).

## Оценки
Заслуженный деятель искусств Российской Федерации, доктор искусствоведения, профессор А. В. Свешников писал:

Вячеслав Вячеславович, профессиональный художник и педагог, знает специфику творческого труда изнутри. Его опыт — воплощение единства научной теории и художественной практики, преподавательского мастерства. <...> Впервые в отечественной научной литературе искусствоведческий аспект русского академического учебного рисунка как художественного явления исследуется столь полно, в контексте динамической системы передачи нового знания и формирования художественного мышления
— 07.12.2005. Из отзыва официального оппонента доктора искусствоведения, профессора  А. В. Свешникова